# Caritão, o Confessor
São Caritão, o Confessor foi um habitante da cidade de Icônio que sofreu com as perseguições realizadas pelo imperador Aureliano. Atuando como confessor, assim como o protomártir Santa Técla, denunciou os deus pagãos e firmemente confessou sua predestinação a adoração a Deus. Passou por diversas torturas, tendo sido liberado quando as perseguições se amenizaram.
Peregrinando para Jerusalém foi abordado por bandidos que o amarraram e o lançaram dentro de uma caverna para matá-lo posteriormente. Segundo a tradição, após muito orar para Deus, uma cobra apareceu e envenenou o vinho que os bandidos haviam deixado em um vaso na caverna. Quando os mesmos beberam o vinho foram morreram envenenados e Caritão foi liberto. A partir deste momento, em uma luta ascética, distribuiu o ouro pilhado pelos bandidos aos pobres e fundou um mosteiro na caverna onde estava aprisionado, o renomado mosteiro Parã da Palestina.
A procura da solidão, Caritão partiu para o deserto onde fundou outros dois mosteiros, Jericó e Souka, conhecidos como "Lavra Velho". No fim de sua vida viveu em uma caverna próxima do mosteiro de Souka; neste período continuou fornecendo orientações para seus mosteiros.

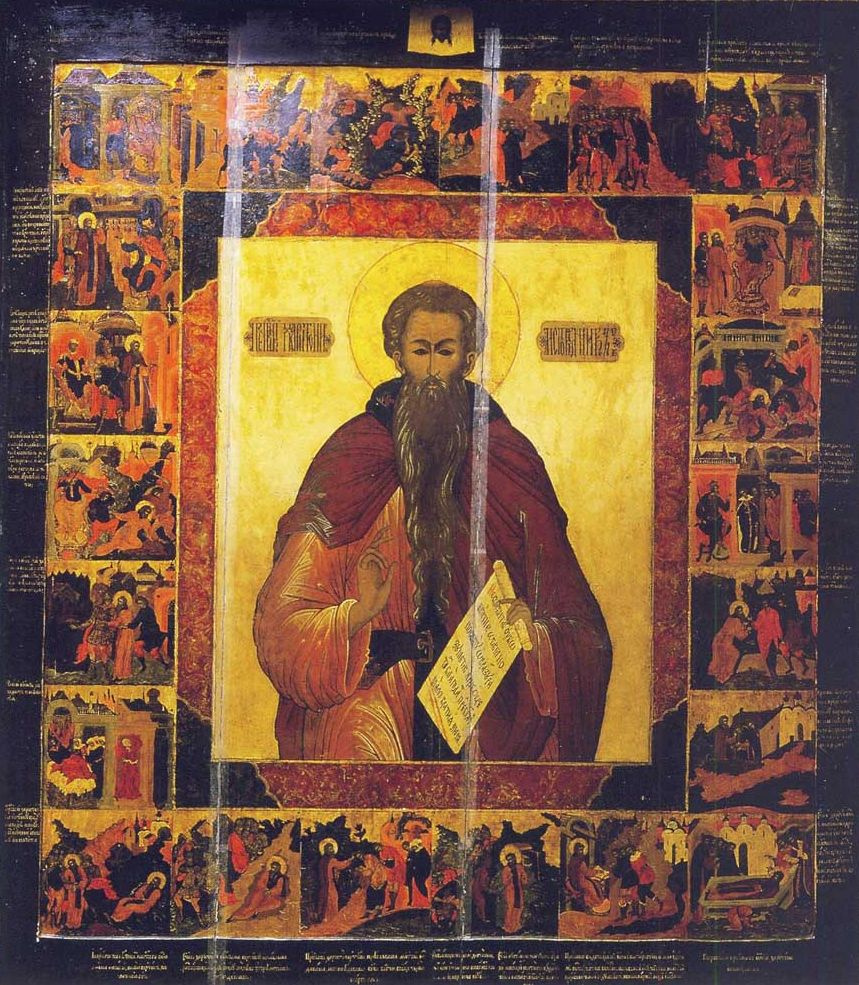
Ícone russo de São Caritão, o Confessor.